# Talk (Album)
Talk ist das 14. Studioalbum der Progressive-Rock-Band Yes und wurde im Jahr 1994 veröffentlicht. Es ist das dritte und letzte Album, das Yes in der Besetzung der erfolgreichen 1980er Jahre veröffentlichten. Es ist das erste Album ihrer Karriere, das die Band nicht bei Atlantic Records bzw. bei Arista Records veröffentlichte. Talk erschien bei Phil Carsons Independent-Label Victory Records.

## Vorgeschichte
Im Dezember 1991 wurde Bill Bruford, Schlagzeuger in der damals achtköpfigen Yes-Besetzung, nach einem Konzert mit seiner Jazz-Band Earthworks in Japan nach den für März 1992 angekündigten Yes-Konzerten gefragt. Bruford hatte keine Ahnung, dass das Management der Band Konzerte in Japan geplant hatte. Er spielte zwar während dieses Nachklapps der Union-Tour, verließ aber danach die Band, vor allem wegen der chaotischen Organisation der Tournee und der ihr vorausgehenden Arbeiten am gleichnamigen Studioalbum.
Um die große Besetzung zusammenzuhalten, schlug Gitarrist Steve Howe, unterstützt durch Roy Lott und Clive Davis von Yes’ Plattenfirma Arista Records, in der Folge vor, dass in Zukunft vier Musiker eine Art Kern-Band bilden sollten, die für das Songwriting verantwortlich gewesen und bei den Aufnahmen von mehreren Gastmusikern aus den verschiedenen Yes-Besetzungen unterstützt worden wären. Doch bei den anderen Musiker stieß dieser Vorschlag auf wenig Gegenliebe. Vor allem Gitarrist Trevor Rabin, Schlagzeuger Alan White und Bassist Chris Squire wollten die Besetzung reformieren, die in den 1980er Jahren mit Singles wie Owner of a Lonely Heart und Alben wie 90125 und Big Generator so erfolgreich gewesen war: Rabin, Squire, White, Kaye, Anderson. Daraufhin verließ auch Howe Yes, und Arista beendete den Vertrag mit der Band. Yes blieben jedoch bei ihrem Manager Tony Dimitriades und dem East End Management. Daraufhin nahm Phil Carson die Band für sein neu gegründetes Label Victory Records unter Vertrag, allerdings unter den Bedingungen, dass ein neues Album von der 1980er Besetzung eingespielt und von Trevor Rabin produziert würde. Rick Wakeman sollte aufgrund seines freundschaftlichen Verhältnisses mit Rabin Bandmitglied bleiben.
Steve Howe schloss sich zunächst seiner alten Band Asia an und verfolgte danach seine Solokarriere.

## Entstehung
Rabin, Squire, White, Sänger Jon Anderson und die Keyboarder Rick Wakeman und Tony Kaye gingen nun an die Erarbeitung des nächsten Albums.
Da Anderson und Rabin in der Vergangenheit aufgrund musikalischer Differenzen mehrfach aneinandergeraten waren, die teilweise dadurch bedingt waren, dass Anderson erst spät zu einem neuen Projekt dazugestoßen war und fertige Songs Rabins nur noch einsingen musste, sollte das neue Album von Anfang an in enger Zusammenarbeit der beiden entstehen. Zunächst begannen die zwei Musiker, in Rabins Studio The Jacaranda Room (und in Andersons Hotelzimmer) in San Clemente in Südkalifornien, Songs zu schreiben. Dabei sang Anderson zu Rabins Demos, die von einem tragbaren Kassettenrecorder abgespielt wurden, während ein zweiter Recorder Musik und Gesang aufnahm. Die andauernden musikalischen Differenzen ließen sich zwar zunächst weitgehend ausräumen, die Arbeiten an den neuen Songs verlängerten sich aber dennoch durch die unterschiedlichen Arbeitsweisen der beiden Musiker.
In der Zwischenzeit ging Wakeman auf eine Solotournee, und Squire gab im August 1992 zusammen mit Alan White und Billy Sherwood einige Konzerte unter dem Namen The Chris Squire Experiment.
Zur selben Zeit kursierten Gerüchte, dass Tony Kaye die Band verlassen habe. Doch Nachrichten aus dem Yes-Lager waren zu dieser Zeit rar und im November 1992 konnte Rick Wakeman nur bestätigen, dass er noch Mitglied von Yes sei. Er plane, in die USA zu fliegen, um dort einige Keyboardparts einzuspielen. Am 26. März 1993 erschien dann jedoch eine Pressemitteilung, die besagte, dass Wakeman und Yes sich getrennt hätten. Der Status Tony Kayes, der seit seiner Rückkehr in die Band 1982 ohnehin nur eine Art Gastmusiker gewesen war, blieb allerdings bestehen.
Zu dieser Zeit unternahm Jon Anderson eine Solotournee durch Nord- und Südamerika.
Am 23. April 1993 verkündete Victory, dass fünf der sieben Stücke auf den neuen Album fertiggestellt seien. Doch die Arbeiten sollten ein ganzes weiteres Jahr in Anspruch nehmen. Um die Wartezeit zu überbrücken, erschien am 26. Oktober 1993 das mit einem Orchester eingespielte Album The symphonic Music of Yes, das Howe und Bruford erarbeitet und Anderson eingesungen hatten.
Die Sessions fanden in Trevor Rabins Studio statt. Die fünf beteiligten Musiker spielten jedoch kaum je zusammen, durch die innovative Aufnahmetechnik, die Rabin benutzte, war dies nicht nötig: Die Band nahm das Album als eines der ersten in der Musikgeschichte vollständig auf digitale Speichermedien auf. Rabin nutzte dazu das Computerprogramm Digital Performer, das es möglich machte, einzelne Beiträge der Musiker nach Belieben zu manipulieren und zu mischen. Letztendlich nahmen die Daten 10 Gigabyte Speicherplatz auf vier Macintosh-Rechnern in Anspruch, für die damalige Zeit eine immense Datenmenge. Nur in wenigen Ausnahmefällen, bei einigen Gesangsharmonien, kamen noch Tonbänder zum Einsatz. Er war damit nicht nur Songwriter und Sänger, sondern auch Arrangeur und Produzent und spielte auch die meisten Instrumente selbst (vor allem Gitarre und Keyboards). Unzufrieden mit Squires Bassparts spielte er sogar diese teilweise neu ein.
Aufgrund dieser Aufnahmetechnik kam es zu der für Yes ungewohnten Situation, dass die Band die neuen Stücke erst dann zusammen probte, als man sich auf die Tournee zum Album vorbereitete.
Zu dieser Zeit stand noch nicht einmal der Titel des Albums fest. Gehandelt wurden Blueprint und History of the Future, bevor man sich auf Talk einigte. Talk erschien dann etwa 18 Monate nach dem Beginn der Arbeiten am 21. März 1994.

## Cover
Für die Gestaltung des Covers engagierte man den erfolgreichen US-amerikanischen Pop-Art-Künstler Peter Max, der ein neues Logo entwarf und ein vornehmlich in weiß gehaltenes Cover designte, das dem modernen Sound der Band entgegenkam. Als einziges Element des klassischen Yes-Logos Roger Deans übernahm er die ineinanderfließenden Farben.

## Titelliste
1. The Calling (Anderson/Rabin/Squire) – 6:56
2. I Am Waiting (Anderson/Rabin) – 7:25
3. Real Love (Anderson/Rabin/Squire) – 8:49
4. State of Play (Anderson/Rabin) – 5:00
5. Walls (Anderson/Rabin/Roger Hodgson) – 4:57
6. Where Will You Be (Anderson/Rabin/Squire) – 6:09
7. Endless Dream (Anderson/Rabin) – 15:41
  - I.Silent Spring – 1:55
  - II.Talk – 11:55
  - III.Endless Dream – 1:53

Anmerkungen
- Die Arbeiten an The Calling begannen mit Trevor Rabins Gitarrenriff, um das herum der Song ausgebaut wurde. Von dem Stück existieren eine Singleversion und eine etwas über acht Minuten lange „Special Version“, mit einem instrumentalen Mittelteil, diese ist auf einer 2002 erschienenen remasterten Version von Talk als Bonustrack zu hören.
- I Am Waiting existierte bereits als weitgehend fertiger Song, als Jon Anderson in einem einzigen Tag den Text schrieb und die endgültigen Vocals einsang.
- Real Love geht auf die Idee Chris Squires für ein Bass-Riff zurück.
- Walls war ein Überbleibsel von Sessions Rabins mit dem ehemaligen Supertramp-Sänger Roger Hodgson (der 1990 als Ersatz für Jon Anderson im Gespräch gewesen war, s. Union), die allerdings nicht zu einer Veröffentlichung geführt hatten. Phil Carson wollte den Song auf Talk haben, eine Entscheidung, die Rabin später bedauerte.[1]
- Where Will You Be war ursprünglich als Melodie für einen australischen Film vorgesehen.
- Endless Dream wurde von Rabin und Anderson komponiert, weil Phil Carson einen epischen Longtrack im Stil der alten Yes auf dem Album haben wollte. Obwohl Rabin nur zögernd einwilligte, war er mit dem Ergebnis zufrieden.[1] Rabin verwendete für den Mittelteil ein Orchesterstück namens October, das er bereits geschrieben hatte, und das er für Yes in einen sehr synthetischen Klang übersetzte.
- Im November 1994 erschien die CD-ROM Yes Active mit Demoversionen von State of Play, Endless Dream, Instrumentalversionen von Walls und Where will you be und Liveversionen von I am waiting und Walls. Die Demoversion von Endless Dream war während der allerersten Sessions Rabins mit Anderson in Andersons Hotel in San Clemente entstanden.

## Besetzung
- Jon Anderson – Gesang
- Chris Squire – Bass, Gesang
- Trevor Rabin – Gitarre, Keyboards, Gesang, Produktion, Arrangement
- Tony Kaye – Hammond-Orgel
- Alan White – Schlagzeug

## Chartplatzierungen
Talk erreichte Platz 20 in den englischen und Platz 33 in den US-amerikanischen Charts. Es war damit das erste Yes-Album, das in den USA den Goldstatus verfehlte. Es verkaufte sich weltweit nur etwa 300.000 Mal – erhofft hatte man sich ca. 5 Millionen Verkäufe. Victory Records ging in der Folge bankrott.
Der Grund für das kommerzielle Scheitern des Projekts wurde von der Band wie von der Plattenfirma mit der Fragmentierung vor allem der amerikanischen Radiolandschaft und der immensen Popularität des Grunge zu dieser Zeit angegeben. Viele Rockmusiker, die seit den 70er Jahren Alben im zweistelligen Millionenbereich verkauft hatten, konnten in den frühen neunziger Jahren allenfalls sechsstellige Verkaufszahlen erreichen.
Am Ende der relativ kurzen Talk-Tour legte die Band eine Pause ein. Am 23. Mai 1995 erschien dann ein Pressestatement, das besagte, dass Rabin und Kaye die Band nach 13 Jahren verlassen hatten. Rabin hatte die Band bereits zuvor verlassen wollen, was ihm jedoch von Squire zunächst ausgeredet worden war. Letztendlich gaben erneute Streitigkeiten mit Anderson den Ausschlag für seine Entscheidung. Begeistert von den neuen technischen Möglichkeiten, die bei den Arbeiten an Talk zur Anwendung gekommen waren, wandte sich Rabin der Filmmusik zu, er schrieb in den folgenden Jahren Musik für einige Hollywood-Filme. Kaye gab das Musikgeschäft vorerst auf und eröffnete ein Restaurant in Kalifornien. Yes reformierten sich im Sommer 1995 in der klassischen Besetzung mit Anderson, Squire, White, Wakeman und Howe. Billy Sherwood blieb im Hintergrund von Yes aktiv, bis er sich der Band 1997 als Vollmitglied anschloss.
Sherwood (Bass, Gesang) und Kaye (Hammond, Keyboards) gründeten 2006 zusammen mit Alan White (Schlagzeug, Gesang) und dem Union-Musiker Jimmy Haun (Gitarre, Gesang) die Band Circa:.

## 30th Anniversary Edition
Die 30th Anniversary Editionen des Albums Talk wurden Ende Mai 2024 veröffentlicht. Sie bieten umfassende Neuauflagen, sowohl auf Vinyl als auch auf CD. Die Editionen wurden vom Label Spirit of the Unicorn herausgegeben und umfassen eine Vielzahl von zusätzlichen Inhalten, wie umfangreiche Sleeve Notes, die den Kontext und die Bedeutung des Albums erläutern. Das Originalalbum wurde für die Neuauflage neu gemastert. Das Album gilt als eines der ersten, das nicht-lineare Aufnahmetechniken mit Apple-Computern nutzte, was für die damalige Zeit innovativ war.
Die 2-LP Limited Edition White Vinyl Version enthält das Originalalbum sowie eine spezielle Version des Songs "The Calling" auf der vierten Seite. Die LPs sind auf weißen Vinyl gepresst.
Das 4CD Deluxe Box Set enthält folgende Elemente:
1. CD 1 – Originalalbum: Enthält alle Tracks des ursprünglichen Albums.
2. CD 2 – Talk Versions: Diese CD bietet verschiedene Versionen der Songs, einschließlich:
  - "The Calling" (Special Version)
  - "Endless Dream" (Demo)
  - Instrumentalversionen und Editierungen.
3. CD 3 & CD 4 – Live-Aufnahmen: Diese CDs enthalten Live-Mitschnitte vom Konzert in Canandaigua, New York, am 19. Juni 1994. Es werden sechs der sieben Albumtracks live gespielt, einschließlich Highlights wie Endless Dream und Roundabout. Diese Aufnahmen sind zuvor unveröffentlicht.[2][3]

Außer in diesen besonderen Editionen, wurde das Album auch als einfache CD in der neu remasterten Version veröffentlicht.